# Shaedon Sharpe
Shaedon Sharpe (* 30. Mai 2003 in London (Ontario)) ist ein kanadischer Basketballspieler.

## Werdegang
Sharpe besuchte in seiner Heimatstadt London in der kanadischen Provinz Ontario die H.B. Beal Secondary School. Der als Spätentwickler geltende Kanadier wechselte 2019 an die Sunrise Christian Academy in den US-Bundesstaat Kansas und 2020 innerhalb des Land an die Dream City Christian Academy (Bundesstaat Arizona).
Sharpe erhielt Angebote mehrerer namhafter US-Hochschulen und entschied, sich an der University of Kentucky einzuschreiben. Dort wurde er im Januar 2022 Mitglied der Basketball-Mannschaft von Trainer John Calipari, der vor Sharpe bereits 43 Spielern zum Sprung in die Profiliga NBA verhalf. Sharpe entschied in Absprache mit seiner Familie, nicht am Spiel-, sondern nur am Trainingsbetrieb der Hochschulmannschaft teilzunehmen. Diese Regelung schätzte er als das Beste für seine Zukunft ein.
Sharpe verließ die University of Kentucky wieder, ohne ein Spiel für Caliparis Mannschaft bestritten zu haben und stellte sich im Juni 2022 dem Draftverfahren der NBA, in dem die Portland Trail Blazers den Kanadier auswählten.

### Nationalmannschaft
Sharpe war Mitglied von Kanadas U16-Nationalmannschaft bei der Amerikameisterschaft 2019 und wurde bei dem Turnier in Brasilien mit der Auswahl Zweiter.

## Karriere-Statistiken
| Legende | Legende                                        | Legende | Legende                                                     | Legende | Legende                                          |
| ------- | ---------------------------------------------- | ------- | ----------------------------------------------------------- | ------- | ------------------------------------------------ |
| GP      | Absolvierte Spiele (Games played)              | GS      | Spiele von Beginn an (Games started)                        | MPG     | Absolvierte Minuten pro Spiel (Minutes per game) |
| FG %    | Wurfquote aus dem Feld (Field-goal percentage) | 3P %    | Wurfquote Drei-Punkte-Würfe (3-point field-goal percentage) | FT %    | Freiwurfquote (Free-throw percentage)            |
| RPG     | Rebounds pro Spiel (Rebounds per game)         | APG     | Assists pro Spiel (Assists per game)                        | SPG     | Steals pro Spiel (Steals per game)               |
| BPG     | Blocks pro Spiel (Blocks per game)             | PPG     | Punkte pro Spiel (Points per game)                          | FETT    | Karriere-Bestmarke                               |

### NBA

#### Hauptrunde
| Saison  | Team     | GP  | GS | MPG  | FG % | 3P % | FT % | RPG | APG | SPG | BPG | PPG  |
| ------- | -------- | --- | -- | ---- | ---- | ---- | ---- | --- | --- | --- | --- | ---- |
| 2022–23 | Portland | 80  | 15 | 22.2 | .472 | .360 | .714 | 3.0 | 1.2 | 0.5 | 0.3 | 9.9  |
| 2023–24 | Portland | 32  | 25 | 33.1 | .406 | .333 | .824 | 5.0 | 2.9 | 0.9 | 0.4 | 15.9 |
| Gesamt  | Gesamt   | 112 | 40 | 25.3 | .445 | .350 | .772 | 3.5 | 1.7 | 0.6 | 0.3 | 11.6 |